# 23 ноября
23 ноября — 327-й день года (328-й в високосные годы) по григорианскому календарю.
До конца года остаётся 38 дней.
До 15 октября 1582 года — 23 ноября по юлианскому календарю, с 15 октября 1582 года — 23 ноября по григорианскому календарю.
В XX и XXI веках соответствует 10 ноября по юлианскому календарю.

## Праздники и памятные дни

### Общественные
- Международный день акварели

### Национальные
- Грузия — Гиоргоба
- Литва — День Войска Литовского
- Мексика — Освобождение Веракруса от американских захватчиков (День ВМФ Мексики)
- Япония — День благодарности труду
- Словения — День Рудольфа Майстера

### Религиозные
Православие
 — Память апостолов от 70-ти Ераста, Олимпа, Иродиона, Сосипатра, Куарта (Кварта) и Тертия (I век);
 — память преподобномученика Нифонта (Выблова) и мученика Александра Медема (1931 год);
 — память священномучеников Прокопия (Титова), архиепископа Херсонского, Дионисия Щёголева, Иоанна Скадовского и Петра Павлушкова, пресвитеров (1937 год);
 — память священномучеников Августина (Беляева), архиепископа Калужского, и с ним Иоанна Сперанского, пресвитера, преподобномучеников Иоанникия (Дмитриева) и Серафима (Гущина), мучеников Алексия Горбачёва, Аполлона Бабичева, Михаила Арефьева (1937 год);
 — память священномученика Бориса Семёнова, диакона, мученика Николая Смирнова, мученицы Анны Остроглазовой (1930-е годы);
 — память мучениц Ольги Масленниковой (1941 год) и Феоктисты Ченцовой (1942 год);
 — память мученика Ореста врача (304 год);
 — память священномученика Милия, епископа Персидского, и двух учеников его (341 год);
 — память преподобного Феостирикта, иже в Символех;
 — память мученика Константина, князя Грузинского (842 год);
 — воспоминание колесования великомученика Георгия (303 год) (Груз.).

### Именины
- Католические: Климент (Климент I[6]), Фелициата (Фелицата Римская[7]).
- Православные:

мужские: Августин, Александр, Алексей, Аникей, Аполлон, Борис, Денис, Иван, Константин, Милий, Михаил, Николай, Нифонт, Олимп, Орест, Пётр, Прокофий, Родион, Серафим, Сосипатр, Третьяк (Тертий), Феостирикт, Четвертак (Кварт), Эраст
женские: Анна, Ольга, Феоктиста

## События

### До XIX века
- 1202 — завершилась Осада Зары — первая военная акция, предпринятая в ходе Четвёртого крестового похода и первое в истории крестовых походов нападение крестоносцев на католический город.
- 1492 — испанский король Фердинанд объявил, что имущество испанских евреев принадлежит короне.
- 1708 — русская православная церковь предала анафеме гетмана Мазепу за измену Петру I.
- 1763 — Екатерина II учредила в России Медицинскую коллегию.
- 1793 — городская коммуна Парижа закрыла все церкви.

### XIX век
- 1852 — в Англии введены первые почтовые ящики.
- 1877 — США заплатили Канаде 5,5 млн долларов за вечное право рыболовства и навигации в реке Святого Лаврентия.
- 1880 — Д. И. Менделеев забаллотирован группой реакционных учёных на выборах в действительные члены Императорской Академии наук.

### XX век
- 1903 — итальянский тенор Энрико Карузо дебютировал в США на сцене Метрополитен-опера (Нью-Йорк) в роли Герцога в опере «Риголетто».
- 1904 — в американском Сент-Луисе (штат Миссури) закончились III Олимпийские игры, начавшиеся 1 июля. Было разыграно 95 комплектов наград, сборная США выиграла 76 золотых медалей.
- 1905 — в России создана праволиберальная партия «Союз 17 октября» (октябристы).
- 1906
  - В Вильне вышел первый номер белорусской газеты «Наша нива».
  - Фердинанд Браун обнаружил явление униполярной проводимости кристаллов.
- 1917
  - Совнарком издал декрет об уничтожении сословий и гражданских чинов.
  - Создание в Петрограде комиссии «для расследования деятельности контрреволюционных офицеров».
- 1918
  - В Берлине моряки захватывают резиденцию канцлера и берут под арест Фридриха Эберта.
  - Начало высадки войск стран Антанты в Новороссийске, Севастополе и Одессе.
- 1920 — основана военно-воздушная академия имени Жуковского.
- 1921 — президент США Уоррен Гардинг запретил докторам прописывать больным пиво в качестве лекарства и обходить тем самым «сухой закон».
- 1922 — Александр Грин завершил написание фантастической феерии «Алые паруса», посвятив её своей жене Нине.
- 1923
  - Вместо ушедшего в отставку Густава Штреземана канцлером Германии становится Вильгельм Маркс.
  - Запрещена Коммунистическая партия Германии.
  - Якоб Шик запатентовал первую электробритву.
- 1924 — состоялась первая широковещательная передача Московского радио. Начало регулярного радиовещания в СССР.
- 1928 — в Москве на Комсомольской площади открылся Дворец культуры железнодорожников.
- 1934 — на центральных дорогах Америки и Европы начинают устанавливать недавно изобретённые световозвращающие отражатели для разделительных полос.
- 1935 — американский исследователь Линкольн Эллсворт впервые пролетает на самолёте через всю Антарктиду, от моря Уэдделла до моря Росса.
- 1936
  - В Мексике принят закон, наделяющий правительство правом экспроприации частной собственности.
  - Вышел первый номер американского журнала «Life».
- 1938 — японские войска захватывают порт Фучжоу.
- 1940 — Вторая мировая война: Венгрия и Румыния присоединяются к Тройственному пакту Германии, Италии и Японии, заключённому 27 сентября.
- 1942
  - Вторая мировая война: завершено окружение 330-тысячной немецкой группировки под Сталинградом.
  - постановление Совнаркома СССР об образовании Московского механического института боеприпасов, позднее переименованного в Московский инженерно-физический институт (МИФИ).
- 1943
  - Вторая мировая война: на Тихом океане части американской армии оккупируют остров Мейкин, входящий в состав островов Гилберта.
  - Вторая мировая война: начала работу Каирская конференция (до 7 декабря; перерыв в работе с 28 ноября по 1 декабря). Франклин Рузвельт, Уинстон Черчилль и Чан Кайши обсуждают стратегический план разгрома Японии.
- 1947 — во Франции Робер Шуман, представитель Народно-республиканского движения, формирует новое правительство при поддержке социалистов.
- 1953 — королева Великобритании Елизавета II с супругом отправляются в поездку по странам Содружества (по 15 мая 1954).
- 1954 — в США General Motors выпустил свой 50-миллионный автомобиль — позолоченный спортивный двухместный закрытый Chevrolet.
- 1955
  - В СССР взорвана водородная бомба «РДС-37», энергия взрыва которой составила «300 Хиросим». Для полной разработки и создания бомбы потребовалось 18 месяцев.
  - В СССР вновь разрешены аборты со ссылкой на «непрерывный рост сознательности и культурности женщин».
- 1957 — в Италии вышел в свет роман Бориса Пастернака «Доктор Живаго».
- 1958 — Гана и Гвинея договорились о слиянии в одно государство, которое должно было служить ядром для объединения всей Западной Африки.
- 1961 — близ Кампинаса (Бразилия) вскоре после взлёта разбился пассажирский самолёт De Havilland Comet 4 аргентинской авиакомпании Aerolíneas Argentinas. Погибли 52 человека.
- 1962
  - Самолёт ИЛ-18Д венгерской компании Malév разбивается при выведении на посадку в Ле Бурже (Франция). Все 21 человек на борту погибают.
  - Самолёт Vickers 745D Viscount американской авиакомпании United Air Lines, следовавший из Ньюарка в Вашингтон, находясь над округом Хауард, вдруг вышел из-под контроля экипажа, перевернулся и упал на землю. В результате катастрофы погибли 17 человек.
- 1963 — в Британии показана первая серия телесериала «Доктор Кто».
- 1964
  - Авиалайнер Boeing B-707-331 компании Trans World Airlines разбивается при попытке прекратить взлёт. Из 73 человек на борту погибает 51. Произошёл отказ реверса, в результате чего самолёт столкнулся с асфальтоукладчиком.
  - Английская католическая церковь в последний раз использовала латынь при исполнении официальной литургии.
- 1965 — в Москве открылся 1-й Учредительный съезд деятелей кино СССР, образовавший Союз кинематографистов СССР.
- 1966 — хунвейбины требуют лишения всех полномочий главы китайского государства Лю Шаоци и секретаря ЦК КПК Дэн Сяопина.
- 1968 — президент Франции Шарль де Голль отказался провести девальвацию франка.
- 1970 — Донецкая область награждена вторым орденом Ленина.
- 1971 — представитель КНР занял постоянное место в Совете Безопасности ООН. До этого место Китая в СБ ООН занимал представитель режима Китайской Республики (Тайваня).
- 1974 — на встрече во Владивостоке президент США Джеральд Форд и глава СССР Леонид Брежнев ведут переговоры о контроле над вооружениями (до 25 ноября).
- 1976 — после того, как самолёт NAMC YS-11A-500 греческой компании Olympic Airways из-за плохой погоды был направлен в другой аэропорт, он разбивается в горной местности. Все 50 человек на борту погибают.
- 1979 — подписано соглашение о международной системе определения местоположения судов и самолётов, терпящих бедствие, «Коспас-Сарсат».
- 1980 — 4800 человек погибли в серии землетрясений на юге Италии[8].
- 1981 — в Китае разрешён частный бизнес.
- 1985 — в СССР создан Госагропром, который должен был соединить функции всех сельскохозяйственных министерств.
- 1988 — вследствие продолжающихся межэтнических столкновений в двух районах Азербайджана вводится чрезвычайное положение.
- 1989 — в Греции приносит присягу правительство, возглавляемое Ксенофоном Золотасом.
- 1990
  - Верховный Совет СССР предоставляет чрезвычайные полномочия президенту Михаилу Горбачёву для поддержания порядка в СССР.
  - Постановлением Верховного Совета РСФСР одобрена музыка Государственного гимна России, в основу которой была положена мелодия «Патриотической песни» Михаила Глинки.
- 1991
  - В Екатеринбурге начал свою работу Учредительный съезд Российской коммунистической рабочей партии (РКРП).
  - Фредди Меркьюри за день до своей смерти подтвердил слухи, что он болен СПИДом.
- 1993
  - Москве официально возвращён исторический герб, утверждённый в 1781 году.
  - официальной валютой Молдовы стал лей.
- 1996
  - Вблизи Коморских островов потерпел крушение захваченный террористами самолёт Boeing 767 компании Ethiopian Airlines. Погибли 125 человек из 175, находившихся на борту.
  - Ангола принята во Всемирную торговую организацию.

### XXI век
- 2003 — «Революция роз»: отставка грузинского президента Эдуарда Шеварднадзе.
- 2004 — в Тбилиси освящён собор Цминда Самеба.
- 2005 — Элен Джонсон-Серлиф признана победителем президентских выборов в Либерии.
- 2006 — в пригороде Багдада Мадинат-эс-Садр в результате миномётных обстрелов и серии подрывов автомобилей погибло более 210 человек.
- 2010 — инцидент в районе острова Ёнпхёндо.
- 2019 — умер последний в Малайзии суматранский носорог.

## Родились

### До XIX века
- 912 — Оттон I Великий (ум. 973), король Германии (с 936), император Священной Римской империи (с 962).
- 1221 — Альфонсо X (ум. 1284), король Кастилии и Леона (1252—1284).
- 1402 — Жан де Дюнуа (ум. 1468), французский военачальник.
- 1496 — Клеман Маро (ум. 1544), французский поэт.
- 1527 — Ли Чжи (ум. 1602), китайский философ, историк, писатель и литературный критик.
- 1553 — Просперо Альпини (ум. 1617), итальянский врач и ботаник.
- 1632 — Жан Мабильон (ум. 1707), французский учёный и монах.
- 1715 — Пьер Шарль Лемонье (ум. 1799), французский астроном.
- 1760 — Гракх Бабёф (наст. имя Франсуа Ноэль Бабёф; казнён в 1797), французский революционер, коммунист-утопист.
- 1785 — Ян Ротан (ум. 1853), генерал ордена иезуитов (1829—1853).
- 1786 — Филипп Вигель (ум. 1856), русский писатель-мемуарист и государственный деятель.
- 1800 — Михаил Погодин (ум. 1875), русский историк, писатель, публицист и коллекционер.

### XIX век
- 1804 — Франклин Пирс (ум. 1869), 14-й президент США (1853—1857).
- 1837 — Ян Дидерик ван дер Ваальс (ум. 1923), нидерландский физик, лауреат Нобелевской премии (1910).
- 1838 — Стефанос Скулудис (ум. 1928), греческий банкир и политик, премьер-министр Греции (1915—1916).
- 1851
  - Йонас Басанавичюс (ум. 1927), литовский историк, фольклорист, публицист, общественный деятель.
  - Виктор Обнорский (ум. 1919), революционер, один из руководителей первых политических рабочих организаций в России.
- 1859 — Генри Маккарти (ум. 1881), американский преступник, известный по прозвищам Малыш Билли и Уильям Генри Бонни.
- 1869 — Вальдемар Поульсен (ум. 1942), датский инженер.
- 1873 — Иоаким Вацетис (расстрелян в 1938), российский и советский военачальник, первый главком Вооружёнными Силами РСФСР (1918—1919).
- 1875 — Анатолий Луначарский (ум. 1933), советский политический деятель, литературный критик, писатель.
- 1876 — Мануэль де Фалья (ум. 1946), испанский композитор, пианист, музыковед.
- 1881 — Пятрас Римша (ум. 1961), литовский скульптор, медальер, график.
- 1883 — Хосе Клементе Ороско (ум. 1949), мексиканский художник.
- 1887
  - Борис Карлофф (наст. имя Уильям Генри Пратт; ум. 1969), англо-американский актёр, «король фильмов ужасов».
  - Генри Мозли (погиб в 1915), английский физик, один из основоположников рентгеновской спектроскопии.
- 1888 — Гарпо Маркс (ум. 1964), американский актёр, участник комедийной труппы «Братья Маркс».
- 1896 — Клемент Готвальд (ум. 1953), премьер-министр (1946—1948) и президент (1948—1953) Чехословакии.
- 1898 — Виктор Кольцов (ум. 1978), актёр театра и кино, народный артист РСФСР.
- 1899 — Бимба (ум. 1974), местре капоэйры Режионал.
- 1900 — Василий Ефанов (ум. 1978), народный художник СССР, академик АХ СССР, лауреат пяти Сталинских премий.

### XX век
- 1903 — Александр Ивченко (ум. 1968), советский авиаконструктор-двигателист, академик АН УССР.
- 1905
  - Елена Максимова (ум. 1986), советская киноактриса, заслуженная артистка РСФСР.
  - Ангелина Степанова (ум. 2000), актриса, театральный деятель, народная артистка СССР.
- 1907 — Шао Ифу (ум. 2014), гонконгский медиамагнат и меценат.
- 1908
  - Николай Носов (ум. 1976), советский детский писатель-прозаик, драматург, киносценарист.
  - Эда (Евдокия) Урусова (ум. 1996), актриса театра и кино, народная артистка РСФСР.
- 1916 — Майкл Гоф (ум. 2011), британский актёр, лауреат премии «Тони».
- 1917 — Пётр Горчаков (ум. 2002), советский военный деятель, Герой Советского Союза.
- 1919 — Питер Фредерик Стросон (ум. 2006), английский философ, представитель лингвистической философии.
- 1920 — Пауль Целан (наст. фамилия Анчел; ум. 1970), румынский и французский немецкоязычный поэт и переводчик.
- 1921 — Фред Бускальоне (погиб 1960), итальянский певец.
- 1922 — Во Ван Кьет (ум. 2008), вьетнамский политический деятель, премьер-министр Вьетнама (1991—1997).
- 1926 — Сатья Саи Баба (при рожд. Сатья Нараяна Раджу; ум. 2011), неоиндуистский религиозный лидер и гуру.
- 1927
  - Анатолий Адоскин (ум. 2019), советский и российский актёр театра и кино, народный артист РФ.
  - Анджело Содано (ум. 2022), итальянский куриальный кардинал, декан Коллегии кардиналов (2005—2019)
- 1933 — Кшиштоф Пендерецкий (ум. 2020), польский композитор, дирижёр и педагог.
- 1934
  - Константин Беляев (ум. 2009), российский автор и исполнитель шансона.
  - Роберт Таун (ум. 2024), американский сценарист, кинорежиссёр и продюсер. Лауреат премии «Оскар».
- 1935
  - Лариса Васильева (ум. 2018), советская и российская поэтесса, прозаик и драматург.
  - Владимир (в миру Виктор Сабодан; ум. 2014), митрополит Киевский и всея Украины (1992—2014).
  - Владислав Волков (погиб в 1971), советский лётчик-космонавт № 20, дважды Герой Советского Союза.
- 1941
  - Эдуард Назаров (ум. 2016), советский и российский режиссёр, художник и сценарист мультипликационного кино, народный артист РФ.
  - Франко Неро, итальянский актёр, лауреат премии «Давид ди Донателло» за лучшую мужскую роль
- 1946 — Владимир Брынцалов, российский бизнесмен, кандидат в президенты РФ на выборах 1996 г.
- 1953 — Франсис Кабрель, французский композитор и автор песен.
- 1954 — Ааво Пиккуус, советский эстонский велогонщик, олимпийский чемпион (1976).
- 1956 — Шейн Гоулд, австралийская пловчиха, трёхкратная олимпийская чемпионка (1972).
- 1962 — Николас Мадуро, президент Венесуэлы (с 2013 года, оспаривалось с 2019 по 2023 год).
- 1963 — Гвинн Шотвелл, американская бизнесвумен и инженер.
- 1966
  - Кевин Галлахер, шотландский футболист и журналист.
  - Венсан Кассель, французский актёр и продюсер, лауреат премий «Сезар» и «Люмьер».
- 1967 — Салли Ричардсон-Уитфилд, американская актриса.
- 1969 — Оливье Беретта, монегаскский автогонщик.
- 1971
  - Вин Бейкер, американский баскетболист, олимпийский чемпион (2000).
- 1972 — Крис Адлер, американский барабанщик.
- 1974 — Саку Койву, финский хоккеист, чемпион мира, 4-кратный призёр Олимпийских игр.
- 1976 — Джюнейт Чакыр, турецкий футбольный арбитр, судил на 3 чемпионатах мира и 2 чемпионатах Европы.
- 1979 — Ивица Костелич, хорватский горнолыжник, чемпион мира, обладатель Кубка мира.
- 1982
  - Колби Армстронг, канадский хоккеист, чемпион мира (2007).
  - Асафа Пауэлл, ямайский бегун-спринтер, олимпийский чемпион и чемпион мира.
- 1985
  - Виктор Ан (Ан Хён Су), корейский и российский шорт-трекист, 6-кратный олимпийский чемпион.
  - Александр Кутузов, российский хоккеист, чемпион мира (2014).
- 1987 — Никлас Бекстрём, шведский хоккеист, обладатель Кубка Стэнли (2018), двукратный чемпион мира.
- 1992
  - Габриэль Ландескуг, шведский хоккеист, обладатель Кубка Стэнли (2022), двукратный чемпион мира (2013, 2017).
  - Майли Сайрус (урожд. Дестини Хоуп Сайрус), американская певица, автор песен и актриса («Ханна Монтана» и др.).
- 1998 — Лаура Нольте, немецкая бобслеистка, олимпийская чемпионка (2022).

## Скончались

### До XIX века
- 955 — Эдред; р. ок. 923), король Англии (946—955), представитель Саксонской династии.
- 1572 — Аньоло Бронзино (р. 1503), итальянский живописец.
- 1682 — Клод Лоррен (р. 1600), французский живописец и гравёр.
- 1729 — Александр Меншиков (р. 1673), русский государственный и военный деятель, светлейший князь, сподвижник Петра I.
- 1746 — Георг Вильгельм Стеллер (р. 1709), немецкий врач и естествоиспытатель, работавший в России.
- 1763 — Антуан Франсуа Прево (р. 1697), французский писатель.
- 1787 — Антон Швейцер (р. 1735), немецкий дирижёр и композитор.

### XIX век
- 1812 — Платон (Лёвшин) (р. 1737), реформатор духовного образования в России, проповедник, в 1787—1812 митрополит Московский и Коломенский.
- 1826 — Иоганн Элерт Боде (р. 1747), немецкий астроном.
- 1833 — Жан-Батист Журдан (р. 1762), французский маршал.
- 1844 — Томас Джеймс Хендерсон (р. 1798), британский астроном, первый Королевский астроном Шотландии.
- 1845 — Матия Ахацел (р. 1779), каринтийский словенский собиратель народных песен, учёный, писатель, меценат.
- 1848 — Герман Еллинек (р. 1823), немецкий писатель.
- 1864 — Василий Яковлевич Струве (р. 1793), академик, астроном и геодезист.
- 1886 — Ада́м Ки́ркор (р. 1818), литовский и белорусский археолог и издатель.
- 1896 — Итиё Хигути (р. 1872), японская писательница.

### XX век
- 1902 — Уолтер Рид (р. 1851), американский армейский врач, открывший причины жёлтой лихорадки.
- 1910 — Николай Шиллер (р. 1848), русский физик.
- 1916 — Эдуард Направник (р. 1839), чешский и российский дирижёр, композитор.
- 1923 — Урмуз (р. 1883), румынский писатель.
- 1924 — Николай Соколов (р. 1882), следователь, расследовавший убийство царской семьи.
- 1927 — Станислав Пшибышевский (р. 1868), польский писатель.
- 1934 — Иван Сытин (р. 1851), русский предприниматель, книгоиздатель, просветитель.
- 1937 — Сулейман Стальский (р. 1869), лезгинский поэт-ашуг, народный поэт Дагестана.
- 1941 — погибла Лиза Чайкина (р. 1918), партизанка, Герой Советского Союза (посмертно).
- 1942 — Станислав Заремба (р. 1863), польский математик, член-корреспондент АН СССР.
- 1946 — Николай Рубакин (р. 1862), русский библиограф, энциклопедист.
- 1948 — Узеир Гаджибеков (р. 1885), азербайджанский композитор, дирижёр, народный артист СССР.
- 1966 — Василий Пронин (р. 1905), кинорежиссёр и кинооператор, народный артист РСФСР.
- 1973 — Сессю Хаякава (р. 1889), японский и американский актёр.
- 1974 — Владимир Ильин (р. 1891), русский философ, богослов, литературный и музыкальный критик, композитор.
- 1976
  - Андре Мальро (р. 1901), французский писатель, культуролог, герой Сопротивления, министр культуры в 1958—1969.
  - Борис Долин (р. 1903), кинорежиссёр, создатель киножурнала «Хочу всё знать».
- 1978 — Ханс Йост (р. 1890), немецкий поэт и драматург.
- 1982 — Лима Баррету (р. 1906), бразильский режиссёр и продюсер.
- 1986
  - Николай Сутягин (р. 1923), лётчик-истребитель, Герой Советского Союза.
  - Ясудзо Масумура (р. 1924), японский кинорежиссёр и сценарист.
- 1990 — Роальд Даль (р. 1916), валлийский писатель, мастер парадоксального рассказа.
- 1991 — Клаус Кински (р. 1926), немецкий киноактёр, отец Настасьи Кински.
- 1993 — Мария Зубарева (р. 1962), советская и российская актриса театра и кино.
- 1995 — Луи Маль (р. 1932), французский кинорежиссёр, оператор, продюсер, сценарист.

### XXI век
- 2002 — Роберто Себастьян Матта (р. 1911), чилийский художник-сюрреалист, скульптор, архитектор и график.
- 2006
  - Анита О’Дэй (р. 1919), американская джазовая певица.
  - Филипп Нуаре (р. 1931), французский актёр.
  - Александр Литвиненко (р. 1962), подполковник ФСБ, получивший политическое убежище в Великобритании (умер в результате отравления).
- 2007 — Владимир Крючков (р. 1924), председатель КГБ СССР, член Политбюро ЦК КПСС, член ГКЧП.
- 2012 — Ларри Хэгмэн (р. 1931), американский актёр, продюсер и режиссёр.
- 2014 — Евгений Щербаков (р. 1941), советский и российский артист балета, балетмейстер, педагог.
- 2017 — Николай Годовиков (р. 1950), советский и российский актёр.